# Martis Karin Ersdotter
Martis Karin Ersdotter, född i Våmhus 2 juli 1829, död i Våmhus 5 januari 1902, var en svensk hårkulla, en konsthantverkare som tillverkade smycken av människohår.  Hon kom att bli internationellt framgångsrik som hårkulla och var kanske den mest berömda av de hårkullor som under 1800-talet gjorde internationell karriär. 
Martis Karin Ersdotter var från Våmhus socken. Namnet "Martis" är ett så kallat gårdsnamn.  Våmhus var under denna tid ett centrum för den hårkonst som uppblomstrade vid mitten av 1800-talet, och Martis Karin Ersdotter kom att bli dess kanske mest välkända exempel. Som andra hårkullor gjorde hon långa affärsresor utomlands för att sälja sina produkter.  
Martis Karin Ersdotter kom att bli internationellt framgångsrik. Hon räknade bland andra drottning Viktoria av Storbritannien bland sina kunder, sedan hon fått kontakt med denna under en resa i Skottland. Hon utnyttjade det faktum att hon var Viktorias leverantör i sitt yrke, och lät trycka visitkort som visade detta. Flera av dessa visitkort från 1850-talet finns bevarade. 
Martis Karin Ersdotter gifte sig med den jämnårige Martis Mats Andersson. Hon blev genom sin dotter Martis Anna Matsdotter (1862-1943) mormor till den svenskamerikanske företagaren Eric Wickman, på dalmål känd som "Martis Jerk". 